# Rasmus Horn Langhoff
Rasmus Horn Langhoff (nascido a 8 de outubro de 1980, em Slagelse) é um político dinamarquês, membro do Folketing pelo partido dos sociais-democratas. Ele foi eleito para o parlamento nas eleições legislativas dinamarquesas de 2011.

## Carreira política
Langhoff foi eleito pela primeira vez para o parlamento nas eleições de 2011, onde recebeu 5.410 votos. Mais tarde, foi reeleito em 2015 com 5.917 votos e novamente em 2019 com 5.812 votos.